# Rudolf Denhardt

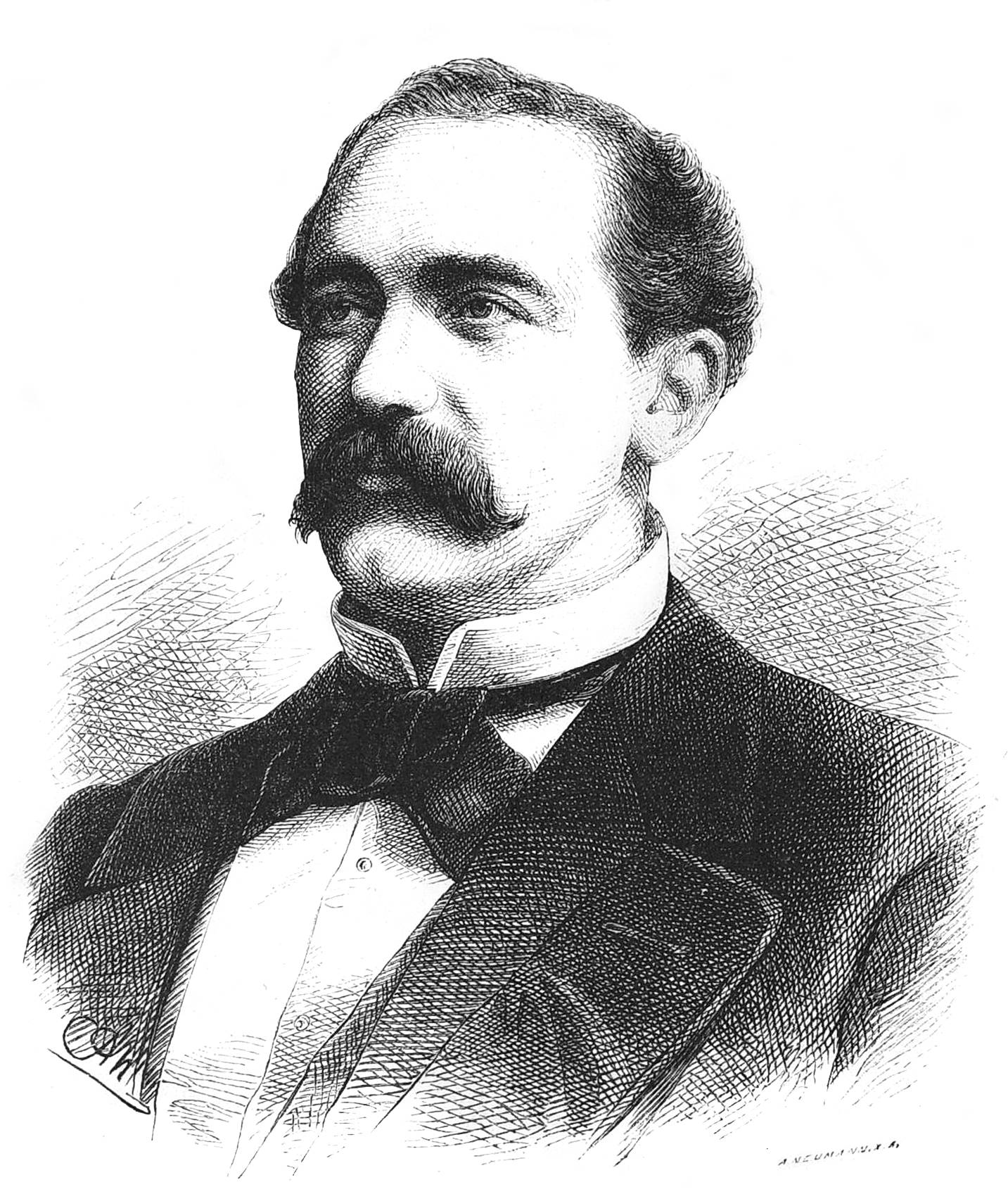
Denhardt-Porträt in: Die Gartenlaube (1879)

Rudolf Emil Denhardt (* 24. März 1845 in Burgsteinfurt; † 24. Juli 1908 in Eisenach) war ein deutscher Arzt und Begründer einer psychotherapeutischen Behandlungsmethode des Stotterns.

## Leben
Denhardt war der Sohn des Druckereibesitzers und Verlegers Emil Denhardt. Er heiratete 1889 Helene Prigge, mit der er zwei Kinder hatte. Seine medizinische Ausbildung erhielt er in den Bereichen Psychotherapie und Neurologie. Am 22. Februar 1896 wurde Denhardt per Erlass von Großherzog Carl Alexander zum Ehrenprofessor ernannt. Er war Mitglied der Münsteraner Freimaurerloge Zu den drei Balken.

## Wirken
Denhardt befasste sich als unmittelbar Betroffener mit dem Stottern, denn sowohl sein Vater als auch seine beiden Brüder waren Stotterer. In seinem 1890 erschienenen Buch „Das Stottern. Eine Psychose.“ beschreibt er in Erinnerung an seine Schulzeit die Schule als „… den Tummelplatz für das Auftreten des Stotterns in seinen schwersten Formen“, denn „so mancherlei vereinigt sich da, um den Boden für eine recht üppige Verbreitung des Übels zu bereiten …“ So gründete er 1876 in seiner Heimatstadt Burgsteinfurt eine Stotterheilanstalt.
In einem 1878 in der Zeitschrift Die Gartenlaube erschienenen Aufsatz „Das Wesen des Stotterns“ schreibt er, dass er bereits 870 Patienten aus dem Ausland behandelt habe, so unter anderem aus Russland und Schweden und sogar aus Indien und Australien. Aufgrund dieses Zuspruchs erfolgte zunächst die Verlegung der Heilanstalt nach Eisenach und um 1900 ihre wesentliche Erweiterung. Nach seinem Tod 1908 wurde die Anstalt zunächst von seiner Witwe und seinem Sohn Emil Denhardt weitergeführt, bis sie 1923 an seinen Schwiegersohn Hans-Josef Knittel übertragen wurde. 1954 wurde die Heilanstalt geschlossen.

## Therapieansatz
Denhardt war einer der Ersten, der die Ursache des Stotterns nicht ausschließlich im physiogenen Bereich suchte. Er hielt das Stottern für eine nicht durch reale Verhältnisse, sondern durch Einbildung bedingte psychotische Hemmung der Sprache. Es habe seine Ursache in einem Mangel an Selbstvertrauen und in Zweifeln, die sich im Geiste des Sprechers erheben. So würde das direkte Ansehen des Gesprächspartners das Stottern verstärken.
Der von Denhardt verfolgte Therapieansatz basiert auf der Fragestellung, warum beim Singen nicht gestottert wird. Aus der Beobachtung der physiologischen Unterschiede beim Singen und Sprechen entwickelte Denhardt ein Konzept, das er ausschließlich in der von ihm gegründeten Heilanstalt anwendete. Zu den streng geheim gehaltenen Therapiemethoden zählten Übungen, bei denen ein Holzstäbchen wie eine Zigarre im Mund gehalten wurde, um der Atemluft beim Ausatmen freien Abzug zu gewähren oder eine kleine Leinwandrolle unter der Zunge. Weitere therapeutische Maßnahmen waren das tiefe Einatmen vor jedem Satz und das verlangsamte Sprechen während des Ausatmens, Betonung der Vokale, Dehnung der ersten Silbe eines Satzes und die Zwerchfellatmung.

## Werke
- Das Stottern. Eine Psychose. Keil, Leipzig 1890.
- Zur Pathogenese des Stotterns. In: Deutsche Medizinalzeitung. Bd. 12, Nr. 49, 18. Juni 1891, S. 567.
- Ein offenes Wort in Sachen „Emil Denhardt sen. gegen Albert Gutzmann, Taubstummenlehrer, und Dr. med. Hermann Gutzmann in Berlin“. Hofbuchdruckerei, Eisenach 1892.
- Wahrheit und Verleumdung in der Stotterheilkunde. Steinitz, Berlin 1893.